# Vangvieng
Vangvieng (tiếng Lào: ວັງວຽງ) là một huyện (muang) thuộc tỉnh Viêng Chăn của Lào với dân số khoảng 25.000 người. Huyện này có một đường băng sân bay lâu ngày hầu như không sử dụng, nằm song song với con sông Nam Song. Sân bay này dùng cho các máy bay Air Americatrong Chiến tranh Việt Nam. Huyện nằn bên tuyến quốc lộ chính từ Luangprabang đến Viêng Chăn.
Huyện này bắt đầu phát triển từ thập niên 1980 do lượng khách du lịch trong và ngoài nước đến đây ngày một tăng. Vang Vieng ngày nay có cơ sở khách sạn, nhà hàng, hãng lữ hành phục vụ cho khách du lịch. Chợ Vangvieng có bán các loại thịt dơi, sóc, khỉ, và thịt chuột. Trong trung tâm huyện có một ngôi chùa.
Những điểm thu hút khách là các núi đá vôi, hang động, trong đó thú vị nhất là động Tham Phu Kham gần Vieng Vang.